# 1º de Maio Futebol Clube Sarilhense
O 1º de Maio Futebol Clube Sarilhense é um clube de futebol português sediado na freguesia de Sarilhos Pequenos, Município da Moita, Distrito de Setúbal.

## História
O clube foi fundado em 1918 e o seu presidente actual chama-se Orlando Santos. É o 4.º Clube mais antigo do distrito de Setúbal

## Ligas
Seniores
- 2005-2006 - 1ª divisão de Honra (Associação de Futebol de Setúbal)
- 2006-2007 - 1ª Divisão Distrital (Associação de Futebol de Setúbal)
- 2007-2008 - 1ª Divisão Distrital (Associação de Futebol de Setúbal)
- 2008-2009 - 1ª Divisão Distrital (Associação de Futebol de Setúbal)

Juniores
- 2008-2009 - 2ª Divisão Distrital (Associação de Futebol de Setúbal)

## Campo de Jogos
Campo do Brechão (lotação: 3000)(Relvado natural-futebol 11)
Campo do Castanheiro (lotação:1000) (relvado sintético-futebol 7)
Pavilhão Desportivo (lotação:500) (relvado sintético-futebol 5)